# Armillaria ostoyae
Armillaria ostoyae Romagn. (Herink) 1973 è un fungo basidiomicete della famiglia delle Physalacriaceae molto comune. I suoi miceli attaccano le radici degli alberi vicini e sono in grado di coprire grandi distanze. Secondo una ricerca americana, un unico micelio continuo è arrivato ad estendersi per centinaia di ettari, tanto da potersi considerare l'organismo vivente più grande del mondo per massa, volume ed area.
Il colore marrone e le forme caratteristiche che compaiono sul cappello e altre peculiarità lo distinguono da tutte le altre Armillaria.

## Etimologia
Genere: dal latino armilla = braccialetto, armillaria = attinente ai braccialetti, per il suo anello.

## Descrizione della specie

### Cappello
Cappello prima emisferico, poi convesso; ornato da squame bruno-olivastre che diventano più scure col tempo; margine involuto spesso rivestito da residui cotonosi di velo.

### Lamelle
Lamelle di color bianco-crema, adnate, ma spesso decorrenti per un piccolo tratto, a volte con qualche tonalità bruna.

### Gambo
Gambo cilindrico, pieno all'inizio, poi diventa cavo; bianco-sporco sopra l'anello, sotto tende al marrone ed è fibroso.

### Anello
Anello color bianco, fioccoso.

### Carne
Carne biancastra, fibrosa;  più coracea nel gambo, come per A. mellea.
- Odore: gradevole.
- Sapore: dolciastro ed amarognolo, a volte un po' sgradevole, resinoso.

### Spore
Spore bianche in massa, 8-9 x 5-6 µm.

## Biologia
Come la maggior parte dei funghi parassiti, anche la Armillaria ostoyae si riproduce sessualmente. I funghi iniziano la loro vita sotto forma di spore rilasciate nell'aria dagli esemplari maturi. Le spore, che in questa specie sono bianche, possono essere disperse nell'ambiente da fattori naturali come il vento oppure possono essere ridepositate da un animale.
Una volta che le spore si trovano in stato di riposo, ognuna di esse può venire a contatto con un'altra di sesso opposto e della stessa specie. Se le spore non appartengono alla stessa specie, rimangono separate. Invece quando si incontrano due spore della stessa specie e di sesso opposto, queste danno subito vita ad una colonia che assume colore marrone scuro e forma piatta.
Il corpo fruttifero continua a crescere e ottenere sostanze nutritive: si forma un nuovo esemplare di fungo maturo che a sua volta rilascerà delle spore completando così il ciclo vitale.

### Diagnosi

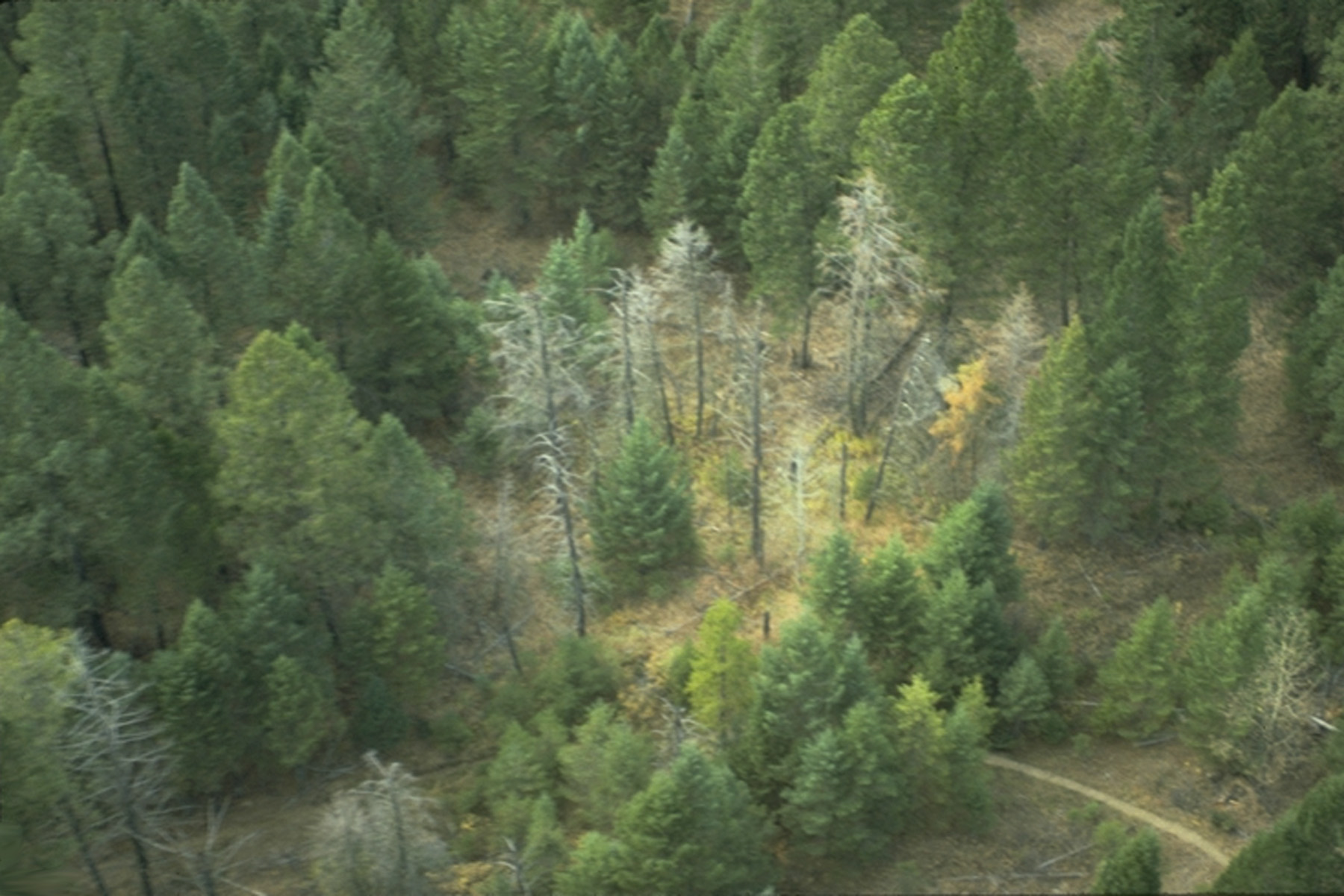
Deforestazione provocata dal fungo Armillaria ostoyae

Un albero può essere ritenuto affetto da Armillaria ostoyae quando presenta le seguenti caratteristiche:
- Flusso di resina alla base del tronco.
- Assottigliamento della sommità con cambiamento di colore (giallo e rosso).
- Presenza di miceli bianchi sotto la corteccia.
- Presenza di rizomorfe penetrate nelle radici.
- In autunno, presenza di piccoli funghi color miele in prossimità della base del tronco.
- La parte della pianta rivolta verso Ovest appare rinsecchita.[4]

Specie di Pinus pinaster resistenti all'infezione fungina sono state trovate da ricercatori spagnoli.

## Distribuzione e habitat
Cresce in autunno, spesso cespitoso, su ceppaie o radici marcesecenti in boschi di conifere (predilige l'Abete rosso).

## Commestibilità
Ottima, con cautela, con le stesse caratteristiche di A. mellea.
Tossico da crudo, si raccomanda di cuocerlo bene e di non consumare esemplari che sono stati sottoposti ad un processo di congelamento anche parziale, in quanto potrebbero risultare indigesti. In A. mellea sembra che dopo un processo di congelamento le "emolisine" vengano fissate nella struttura fungina e non vengano smaltite completamente neppure dopo cottura.

## Tassonomia
La specie è formalmente conosciuta con il nome di Armillaria ostoyae Romagn., ma una pubblicazione del 2008 ha rivelato che la specie era stata descritta con il nome di Armillaria solidipes da Charles Horton Peck già nel 1900, molto prima della descrizione di Henri Romagnesi del 1970.

### Sinonimi e binomi obsoleti
- Agaricus obscurus sensu auct.; fide Checklist of Basidiomycota of Great Britain and Ireland (2005)
- Armillaria obscura sensu auct.; fide Checklist of Basidiomycota of Great Britain and Ireland (2005)
- Armillaria polymyces sensu auct.; fide Checklist of Basidiomycota of Great Britain and Ireland (2005)
- Armillariella ostoyae Romagn., Bull. trimest. Soc. mycol. Fr. 86(1): 265 (1970)
- Armillariella polymyces sensu auct. eur.; fide Checklist of Basidiomycota of Great Britain and Ireland (2005)

### Specie simili
- Armillaria gallica  (ottimo commestibile, velenoso da crudo)
- Armillaria mellea  (ottimo commestibile, velenoso da crudo)
- Hypholoma fasciculare (velenoso)

## Curiosità

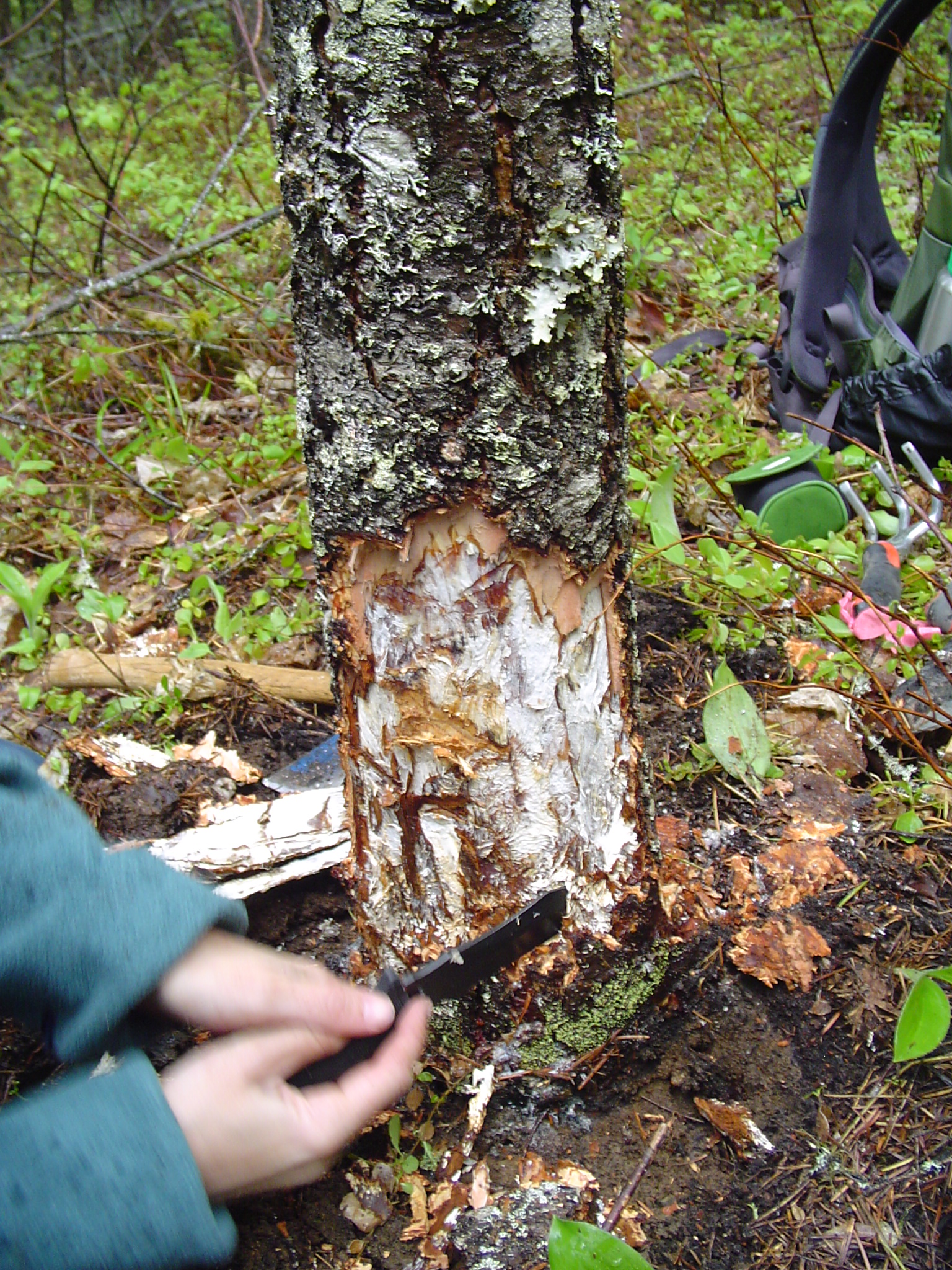
Micelio che ha infettato un albero di abete rosso douglas

Un esemplare di questa specie nella Malheur National Forest dell'Oregon è l'essere vivente più grande del mondo considerando la superficie. Esso copre approssimativamente 890 ettari, equivalenti a 8.900.000 metri quadrati cioè 1.665 campi di calcio. Inoltre la sua età è stimata tra i 2000 e gli 8000 anni, verosimilmente 2400 anni.
Questo esemplare è situato per la maggior parte sotto terra; sotto forma di un gigantesco intreccio di miceli, una specie di radici, di colore bianco e coperti di tentacoli. Questi si estendono nel suolo e gli alberi circostanti muoiono per mancanza di sostanze vitali.
In alcune zone i miceli sbucano dal terreno ed appaiono come degli esemplari isolati. Proprio questa caratteristica ha spinto per molti anni a considerare questi funghi individuali e non come un unico organismo. Solo recentemente alcuni ricercatori hanno confermato che si tratta di un unico essere vivente, il più grande esistente, totalmente collegato nel suolo.
Esperti ritengono che questo "gigantismo" possa essere dovuto al particolare clima secco dell'Oregon, clima che non faciliterebbe la propagazione del micelio per via sporigena. Ciò ha fatto adattare la specie che non riesce a riprodursi con facilità per via del clima, verso un fenomeno di gigantismo anche per la mancanza di concorrenti interspecie.
Il secondo fungo più grande al mondo, con circa 1.000 anni di età, è stato scoperto in Svizzera nel Cantone dei Grigioni; anche in questo caso si tratta di un Armillaria ostoyae.

## Fitoterapia
Diverse ricerche indicherebbero un potenziale interesse di ricerca per la medicina, dovuto ad alcune proprietà biochimiche di principi attivi presenti nel fungo Armillaria, in particolare come possibile antitumorale in virtù di un'attività antimicrobica e antiossidante. Ad oggi queste ricerche hanno un valore solamente speculativo e non terapeutico.